# 箕原勉

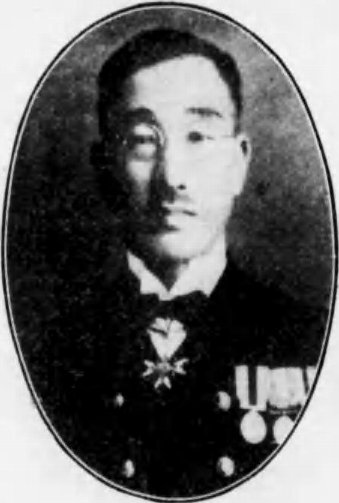
箕原勉

箕原 勉（みのはら つとむ、1882年〈明治15年〉8月28日 – 1964年〈昭和39年〉12月15日）は、日本の海軍軍人、電気工学者。工学博士。最終階級は海軍造兵中将。

## 経歴
兵庫県多紀郡篠山町（現在の丹波篠山市）出身。錦城中学校、第一高等学校を経て、1907年（明治40年）に東京帝国大学工科大学電気工学科を卒業。海軍造兵中技士となり、1933年（昭和8年）に海軍造兵中将に至った。その間、舞鶴海軍工廠部員、呉海軍工廠部員、造兵監督官、造兵廠研究部員・海軍大学校教官、航空機試験所所員、海軍技術本部部員・艦政本部部員、海軍技術研究所工作課長、同電気研究部長・艦政本部会議議員、特許局技師、海軍技術研究所所長・海軍技術会議議員、軍令部出仕を歴任した。
1936年（昭和11年）に予備役に編入された後は日本放送協会技術研究所次長となり、1940年（昭和15年）からは所長を務めた。

## 著書
- 『ラヂオとは斯んなものさ』（電気之友社、1925年）